# Vernagtferner
Vernagtferner är en glaciär i Österrike. Den ligger i förbundslandet Tyrolen, i den västra delen av landet. Vernagtferner ligger 2 790 till 3 630 meter över havet.
Den högsta punkten i närheten är Hinterer Brochkogel, 3 635 meter över havet, nordöst om Vernagtferner.
Trakten runt Vernagtferner är alpin tundra.